# Au feu, les pompiers ! (chanson)
Pour le film de Miloš Forman, voir Au feu, les pompiers !.
Au feu, les pompiers ! est une comptine populaire de langue française mettant en scène les pompiers et la lutte contre l'incendie.

## Histoire
Cette comptine apparaît au début du XXe siècle, elle est mentionnée dans le roman La Rose du jardin par Louis Codet en 1907.
Elle paraît très populaire à partir des années 1920 : en 1921, un article du journal antimilitariste La Bonne Guerre la cite dans les airs joués par les fanfares de pompiers. En 1925, elle est proposée dans une revue scolaire à destination des enseignants L'École et la vie, dans la thématique pédagogique du feu, pour marquer les mouvements lors des exercices physiques : « Cette cadence pourra être marquée par le refrain bien connu : Au feu ! les pompiers ! La maison qui brûle ! Au feu ! les pompiers ! La maison brûlée ! ». Un article du périodique satirique Le Crapouillot paru en 1927 l'utilise pour critiquer la médiocrité de l'art académique au style « pompier ».

## Paroles
Au feu, les pompiers !

La maison qui brûle,

Au feu, les pompiers !

La maison brûlée.

C'est pas moi qui l'ai brulée, c'est mon oncle Jules,

C'est pas moi qui l'ai brulée, c'est mon oncle André.
Variante :
C'est pas moi qui l'ai brulée, c'est le p'tit gendarme,

C'est pas moi qui l'ai brulée, c'est le p'tit pompier.
Autre variante :
C'est pas moi qui l'ai brulée, c'est la cantinière,

C'est pas moi qui l'ai brulée, c'est le cantinier.

## Reprises
La mélodie a été reprise dans le refrain de la chanson de colonie de vacances : Yé yé les copains, c'est demain qu'on s'fait la malle, yé yé les copains, c'est demain qu'on prend le train, qu'on peut entendre dans le film Le Maître d'école en 1981 avec Coluche.